# Bepi Ros
Giuseppe Ros, detto Bepi (Mareno di Piave, 22 settembre 1942 – Vittorio Veneto, 17 febbraio 2022), è stato un pugile italiano della categoria dei pesi massimi.
Detto "la roccia del Piave", fu un eccezionale incassatore: in 12 anni di carriera subì un'unica sconfitta per KO.
Bepi Ros è morto nel 2022, per complicazioni da Covid-19, malattia che sei giorni prima aveva ucciso suo fratello Ernesto, ex pugile anche lui. 

## Carriera

### Da dilettante
Da dilettante Ros vinse la medaglia d'oro ai Campionati mondiali militari nel 1963 e nel 1964 e i Campionati italiani del 1964. 
Per le Olimpiadi di Tokyo del 1964 fu preferito a Dante Canè che, dopo aver vinto la prima selezione, si era rifiutato di affrontarne una seconda.
A Tokyo, Ros conquistò la medaglia di bronzo, nel torneo dominato da Joe Frazier.

### Da professionista
Ros passò al professionismo nel 1965. Il 15 maggio 1970 ebbe inizio, anche tra i professionisti, la sua rivalità con il bolognese Dante Canè, conosciuto come "il gigante buono". I due pugili incrociarono i guantoni in cinque memorabili combattimenti. Nel primo di essi fu Ros a prevalere, mettendo Ko il suo avversario all'undicesima ripresa e strappandogli la cintura di campione italiano, di fronte all'esterrefatto pubblico bolognese. 
Il 18 dicembre 1970, a Torino, Ros lasciò il titolo nei guantoni di Mario Baruzzi grazie a un contrastatissimo verdetto ai punti, dopo aver mandato al tappeto l'avversario alla seconda ripresa. Nella rivincita, allestita a Bologna, il 23 aprile 1971, Bepi Ros sconfisse l'avversario per Kot alla dodicesima ripresa, riprendendosi il titolo e interrompendo l'imbattibilità del bresciano al 23° match.
A Bologna, il 2 ottobre 1971, Ros concesse la rivincita anche a Dante Canè. Il bolognese, però, riconquistò il titolo italiano, battendo il trevigiano ai punti.
Canè perse poi il titolo contro Armando Zanini. Ros ne approfittò e, il 18 marzo 1972, a Reggio Emilia, si rimpossessò della cintura, strappandola al detentore per abbandono alla decima ripresa. L'8 luglio dello stesso anno, Canè tentò di riconquistarla ma, sul ring di Conegliano, Ros lo sconfisse nuovamente ai punti. 
Baruzzi ottenne la chance di incontrare Ros per la terza volta con in palio la corona nazionale dei massimi. Il 26 dicembre 1972, a Roma, fu ancora una volta il trevigiano a prevalere, per intervento medico all'inizio della quarta ripresa, avendo inferto un vistoso taglio all'arcata sopracciliare allo sfidante. 

Fasi del quinto drammatico incontro tra Dante Canè (a sinistra) e Bepi Ros per il titolo italiano

Ros abbandonò il titolo italiano per tentare conquista del titolo europeo. Tale tentativo fu però fermato da Joe Bugner, alla Royal Albert Hall di Londra, il 2 ottobre 1973. Il trevigiano, consapevole della sua inferiorità atletica, riuscì ad accorciare la distanza per tutto il match, impedendo al detentore di trovare la soluzione prima del limite. All'ultima ripresa, Bugner si ritrovò a corto di fiato e Ros vinse il round facendolo soffrire. Alla fine fu sconfitto per solo un paio di punti di differenza, tra gli applausi del pubblico londinese.
Il quarto incontro con Canè fu allestito il 26 luglio 1974 a Conegliano, con in palio la cintura di campione che, nel frattempo, Canè aveva riconquistato. Il risultato di parità permise a Canè di mantenere il titolo. 
Poi, Ros combatté per il titolo italiano, ancora resosi vacante, con l'astro nascente Lorenzo Zanon, il 26 maggio 1975 a Milano, cedendo ai punti. Combatté due volte a Madrid battendo ai punti l'ex campione d'Europa José Manuel Urtain ma perdendo contro Alfredo Evangelista, sempre ai punti.
Tornata la cintura di campione nelle mani di Canè, il 30 settembre 1976 a Reggio Emilia fu allestita l'ennesima e quinta sfida tra i due eterni rivali, con il titolo in palio. Fu Canè a prevalere con verdetto ai punti. 
Ros combatté un'ultima volta il 17 dicembre dello stesso anno, sconfitto ai punti da Alfio Righetti.

## Palmarès
| Anno | Manifestazione  | Sede     | Evento       | Risultato | Note  |
| ---- | --------------- | -------- | ------------ | --------- | ----- |
| 1964 | Giochi olimpici | Giappone | Pesi massimi | Bronzo    | [ 8 ] |